# SAVAK
SAVAK (persiska: ساواک, förkortning för سازمان اطلاعات و امنیت کشور, Sazeman-e Ettela’at va Amniat-e Keshvar, Myndigheten för inrikes underrättelse och säkerhet) var den iranska hemliga polisen under Shah Mohammad Reza Pahlavis regeringstid. De agerade även som underrättelsetjänst, främst inriktat mot antimonarkistiska grupperingar i Iran (kommunisterna, socialisterna och de religiöst radikala islamisterna). SAVAK anses vara ansvarigt för många "försvinnanden", politiska fängslanden samt tortyr och avrättningar under shahens tid. Det uppskattas att upp till tre miljoner iranier hade kontakter med eller fungerade som angivare åt SAVAK under 1970-talet. Myndighetens grymma och hänsynslösa framfart blev för många regimkritiker och i omvärlden symbolen för shahens förtryck av det iranska folket, vilket slutligen ledde till monarkins fall och den islamiska republikens skapande. Vid den islamiska revolutionen 1979 fanns ett stort hämndbegär, och den nya regeringen under Khomeini avrättade många av SAVAK:s tidigare chefer och medarbetare. SAVAK upplöstes officiellt efter revolutionen, men i själva verket stöptes organisationen om till VEVAK som idag anses vara bland världens mäktigaste underrättelsetjänster.

## Bakgrund
Den första säkerhetspolisen i Iran byggdes upp under Mohammad Mossadeqs tid som premiärminister på 1950-talet. Den 11 november 1952 begärde Mossadeq hos det iranska parlamentet att få inrätta en politisk polis med namnet Amniat Edschtemai ("skydd av samhället"). Organisationens uppgift skulle i första hand vara att förhindra politisk oro och olagliga strejker. Mossadeq anförde i sitt brev till parlamentet tre motiveringar för att bygga upp en politisk polis:
1. Oskuldspresumtionen och att arresterade politiska motståndare kan friges mot borgen är ett fel i det lagstadgade systemet och måste upphävas.
2. Genomgripande reformer genererar alltid motstånd. För att kunna genomföra dessa reformer kan reformmotståndare behöva undanröjas.
3. Motståndare till regeringen måste i vissa fall kunna stoppas med våld, för att förebygga risker för människors säkerhet. De måste kunna bestraffas på plats för att förhindra ytterligare konspirationer.

Särskilda fängelser etablerades för Amniat Edschtemai och gripna som åtalades i domstol kunde dömas snabbt genom ett särskilt påskyndat förfarande. Rättegångar utan advokater kunde också genomföras.

## Uppbyggnad och ledning
Fram till bildandet av Amniat Edschtemai fanns i Iran bara den militära underrättelsetjänsten (G2). Efter statskuppen 1953 då Mossadeq avsattes, anlände brittiska och amerikanska säkerhetsexperter till Iran för att utveckla den nya hemliga polisen, SAVAK. Som förebild användes bland annat Turkiet, där den inhemska och utländska underrättelsetjänsten kombinerats i en enda myndighet. Lagen om inrättandet av SAVAK antogs av parlamentet den 20 januari 1957 och av senaten den 20 mars 1957. SAVAK skulle enligt lagtexten "skydda staten och förhindra konspiration mot det allmänna intresset". Uppbyggnaden skedde med betydande hjälp från CIA och Mossad.
General Teymur Bakhtiar utsågs till SAVAK:s första chef. Bakhtiar hade varit befälhavare för den kungliga livvakten och militärguvernör i Teheran efter Mossadeqs fall. Som militärguvernör hade han nästan lyckats krossa det kommunistiska Tudehpartiet och rekommenderades därför som SAVAK:s första chef. Bakhtiar hade många lojala officerare som lärt sig underrättelsearbete mest genom sin erfarenhet och inte genom formell skolning. Under Bakhtiars ledning utvecklades SAVAK till "en stat i staten" och blev allt mer av ett maktinstrument för Teymur Bakhtiar själv. 1961 avsattes Bakhtiar eftersom man misstänkte att han förberedde en statskupp och 1962 utvisades han ur landet. Den 11 augusti 1970 mördades Bakhtiar i Irak under mystiska omständigheter. Av allt att döma utfördes mordet av SAVAK-agenter. Bakhtiar blev, som Gérard de Villiers skriver, "avrättad av ett verktyg som han själv hade skapat".
Efterträdare till Bakhtiar blev hans ställföreträdare Hassan Pakravan som ledde SAVAK från 1961 till 1965. Han fick ett rykte om sig att vara förhållandevis "snäll" och "välvillig", även mot SAVAK:s fångar och presumtiva fiender. Han åt till exempel middag med Ayatollah Khomeini en gång i veckan när Khomeini satt i husarrest 1963, och ingrep även för att förhindra att Khomeini avrättades med motiveringen att en avrättning skulle väcka "ilska hos de vanliga människorna i Iran". Efter den iranska revolutionen 1979 blev dock Pakravan en av de första av shahens ämbetsmän som Khomeinis regim avrättade.
1965 avsattes Pakravan, bland annat för att SAVAK inte hade lyckats förhindra mordet på premiärminister Hassan Ali Mansur samma år. Ny chef blev Nematollah Nassiri, en barndomsvän till shahen, och SAVAK omorganiserades för att stå rustat inför det ökande hotet från tilltagande islamistisk och kommunistisk extremism. Nassiri ledde SAVAK i 13 år, från 1965 till 1978. Det var huvudsakligen under denna tid som organisationen präglades av våld och tortyrmetoder på det sätt som har beskrivits i många rapporter från oppositionen.

## Arbetsmetoder

### Övervakning
SAVAK infiltrerade nästan alla oppositionsgrupper i Iran, bland annat Nationella Fronten (med Mossadeq som en av grundarna), det kommunistiska Tudehpartiet, det marxistiska Folkets mujahedin, den islamistiska terrorgruppen Fedayan-e eslam (som hade nära band till Ayatollah Khomeini och det shiitiska prästerskapet), det maoistiska Sarbedaran, samt några vänsterinriktade gerillagrupper. Tusentals dissidenter greps, förhördes och torterades. De som var inblandade i terroristverksamhet avrättades i vissa fall. Amnesty International uppskattade år 1977 att ett par tusen personer i Iran hade fängslats på politiska grunder. Andra källor från oppositionen talade om  25 000 - 100 000 politiska fångar. Denna siffra har dock inte bekräftats av oberoende organisationer.

### Rättsprocesser
Rättegångarna ägde rum i militärdomstolar enligt paragrafen om landsförräderi från 1931. Bekännelser framtvingade genom tortyr eller annat tvång gällde som bevis. Den anklagade hade ingen rätt att välja sin egen advokat. Shahen tog emot överklaganden under en period av 6 dagar. Om ett överklagande avslogs kunde ett dödsstraff verkställas inom 48 timmar.

### Censur
Tidningarna fick inte kommentera aktuella händelser utan bara återge officiella versionen ordagrant. Ett antal journalister straffades med fängelse och tortyr. Författare som presenterade kritiska eller politiskt tvetydiga verk fick räkna med att utgivningen stoppades. År 1970 hade det iranska medielandskapet minskat till 60 olika tidningar, då shahen plötsligt förbjöd ytterligare 37 tidningar med hänvisning till låg upplaga. Förlagsbranschen drabbades av ett liknande öde. Antalet nyutgivna böcker sjönk från 4000 nya böcker 1970 till 1000 nya böcker 1975. SAVAK censurerade böckerna först när hela upplagan var klar. Om en bok väckte deras missnöje fick alla exemplar kasseras, och förlaget fick bära hela kostnaden. På detta sätt förstördes de flesta förlag.
SAVAK:s censur tog sig ibland besynnerliga uttryck. En av SAVAK:s medarbetare menade att pjäser av William Shakespeare inte skulle få uppföras om de handlade om mord på kungar, troligen för att det kunde inspirera till mordförsök på shahen. Förbudet hävdes dock snabbt.

### Avdelningar i utlandet
Från och med mitten av 1964 hade SAVAK sitt huvudkontor för Europa i ett sju våningar högt hyreshus på Bonner Straße 180 i Köln (militära avdelningen av den iranska ambassaden). Chef var General Alavi Kia. Huvuduppgiften var att bevaka oppositionella iranska studenter, särskilt anhängare av kommunismen och det iranska Tudehpartiet, och försvåra deras studier i Tyskland.
Den 2 juni 1967 anlände shah Mohammad Reza Pahlavi och hans fru Farah Pahlavi för ett statsbesök och besökte bland annat Västberlin. De åtföljdes av 150 iranska medborgare som SAVAK hyrt in för att jubla och applådera åt shahen. Dessutom attackerades fredliga motdemonstranter utan att den tyska polisen ingrep. Tyska tidningar kommenterade kritiskt och det tyska språket utökades med de pejorativa termerna Jubelperser och Prügelperser som beteckning på personer som får betalt för att applådera respektive prygla. General Kia fick sluta som chef efter denna incident.
Under de fortsatta demonstrationerna och oroligheterna vid shahens besök dödades den tyske studenten Benno Ohnesorg. Polismannen som sköt honom hade dock ingen anknytning till SAVAK.

### Tortyr och avrättningar
En händelse som bidrog till SAVAK:s rykte för hänsynslös brutalitet var enligt uppgift en attack mot en gendarmeripostering i den kaspiska byn Siahkal, utförd av en liten skara beväpnade marxister i februari 1971. Enligt historikern Ervand Abrahamian följdes denna attack av att SAVAK:s förhörsledare skickades utomlands för "utbildning för att förhindra oönskade dödsfall från brute force". Brute force kompletterades med tortyrmetoder som bastonad, sömnbrist, långvarig isolering, bländande strålkastare, stillastående i timmar i sträck, ormar (användes mot kvinnor), elektriska stötar i ändtarmen, cigarettglöd, brännmärkning, syra droppad i näsborrarna, nära-drunkningar, skenavrättningar och en elektrisk stol med en stor metallmask för att dämpa skrik och samtidigt förstärka dem för offret. Det sistnämnda kallades Apollo, en anspelning på amerikanska rymdkapslar. Fångar förnedrades också genom att de våldtogs, urinerades på, och tvingades stå nakna. Trots de nyinlärda "vetenskapliga" metoderna, var den vanligaste tortyrmetoden ändå den traditionella bastonaden som slogs mot fotsulorna. Det "primära målet"  med att använda bastonaden "var att hitta vapengömmor, säkra hus och medbrottslingar ... " 
Abrahamian uppskattar att SAVAK (och annan polis och militär) dödade 368 gerillasoldater inklusive ledningen för stadsgerillaorganisationerna Organisationen för Iranska folkets Fedajin-gerilla (OIPFG) och Folkets mujahedin mellan 1971 och 1977 och avrättade något mindre än 100 politiska fångar mellan 1971 och 1979, den mest våldsamma perioden i SAVAK:s historia.
År 1976 blev metoderna snabbt betydligt mildare till följd av granskning utförd av "ett stort antal internationella organisationer och utländska tidningar." Detta år valdes Jimmy Carter till president i USA och han tog upp frågan om mänskliga rättigheter i Iran och i Sovjetunionen. Nästan över en natt förändrades förhållandena i fängelserna. Fångarna kallade denna ljusning för "jimmykrasy".

## Agenter och angivare
Shahen sa i en intervju den 4 februari 1974 att han inte visste hur många anställda SAVAK hade, men att antalet agenter var mindre än 2000. På frågan om det förekom tortyr i hans land, svarade han nej. Tidningsartiklar som rapporterade om tortyr kallade han för lögnaktiga.
Tidningen Newsweek uppgav den 14 oktober 1974 att mellan 30 000 och 60 000 personer arbetade för SAVAK på heltid, men att de bara utgjorde grundstrukturen för en mycket större apparat. Inte mindre än tre miljoner iranier ska ha fungerat som informatörer och angivare åt SAVAK på hotell, taxi, skolor, ambassader, företag, kontor, läkare, och även i sovsalar och restauranger där iranska studenter bodde och åt sina måltider.

## Finanser
För räkenskapsåret 1972/73 var SAVAK:s budget 255 miljoner dollar och för det nästföljande budgetåret 310 miljoner dollar.

## Islamiska revolutionen
SAVAK stängdes strax före störtandet av monarkin och Ayatollah Khomeinis maktövertagande i februari 1979. Medarbetare som inte i tid bytt sida, blev nu föremål för gripanden och avrättningar. 23 generaler och 30 officerare avrättades omedelbart. 80 procent av de 200 först avrättade fångarna efter den islamiska revolutionen hörde till militären eller till SAVAK.

## Efter revolutionen
Efter revolutionen ersattes SAVAK av det mycket större SAVAMA, även kallat VEVAK eller Ministeriet för underrättelsetjänst, men enligt författaren Charles Kurzman var det bara ledningen för SAVAK som ersattes, medan många i den gamla organisationen ingick i den nya också, med samma metoder.
Den första chefen för SAVAMA ska enligt rykten ha varit Hossein Fardoust, före detta ställföreträdande chef för SAVAK, som bytt sida innan revolutionen.

## Kända fångar

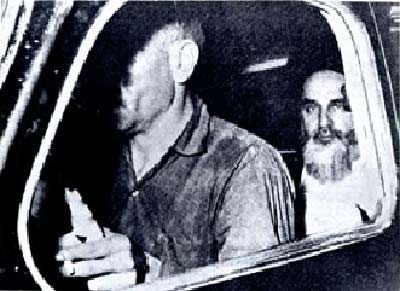
Ayatollah Khomeini på väg till fängelse efter gripandet i juni 1963.

- Mohammad Beheshti, var efter den islamiska revolutionen ordförande i Irans revolutionära råd och överdomare i Iran.
- Ayatollah Khomeini, greps efter de våldsamma demonstrationerna mot shahen i juni 1963. Släpptes senare och utvisades 1964. Återkom som islamiska revolutionens ledare 1979.
- Ashraf Dehghani, fram till 1979 medlem i Organisationen för Iranska folkets Fedajin-gerilla (OIPFG), grundande medlem av Iranska folkets Fedajin-gerilla (IPFG). Hon hade utsatts för tortyr i fängelse och efter två år i fängelse lyckades hon fly 1973. År 1983 publicerade hon boken Tortyr och motstånd i Iran.
- Khosrow Golsorkhi, avrättades för att ha planerat att kidnappa shahens son.
- Ali Akbar Hashemi Rafsanjani, student till Khomeini, flera gånger i fängelse misstänkt för inblandning i mordet på premiärminister Hassan Ali Mansur den 22 januari 1965.[35] Efter den islamiska revolutionen bland annat president och ordförande i Expertrådet.
- Ayatollah Saidi, seminarieledare i Qom, dog i april 1970 efter tortyr.[36]

## Chefer
- Teymur Bakhtiar, chef 1956-1961, mördad 1970
- Hassan Pakravan, chef 1961-1965, avrättad 1979
- Nematollah Nassiri, chef 1965-1978, avrättad 1979
- Nasser Moghadam, chef 1978-1979, avrättad 1979